# Carlo Visconti
Carlo Visconti (ur. w 1523 w Mediolanie, zm. 12 listopada 1565 w Rzymie) – włoski kardynał.

## Życiorys
Urodził się w 1523 roku w Mediolanie. Był ambasadorem Księstwa Mediolanu przy Filipie II i protonotariuszem apostolskim. 5 grudnia 1561 roku został wybrany biskupem Ventimiglii, a dziesięć dni później przyjął sakrę. Pełnił funkcję nuncjusza nadzwyczajnego w Hiszpanii (1563) i Austrii (1564). 12 maca 1565 roku został kreowany kardynałem prezbiterem i otrzymał kościół tytularny Santi Vito e Modesto in Macello Martyrum. Latem tego samego roku został przeniesiony do diecezji Montefeltro. Zmarł 12 listopada 1565 roku w Rzymie.